# Carl Julius Lorck

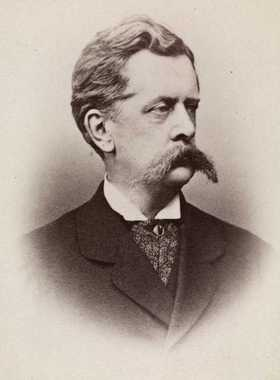
Carl Julius Lorck.

Carl Julius Lorck, född 18 maj 1829, död 28 oktober 1882, var en norsk målare.
Lorck studerade i Düsseldorf och tog där starka intryck av Adolph Tidemand. Påverkad av tyska genremålare visade han sig i sina skildringar av norska kustbefolkningens liv. Lorcks bilder visar en frisk och harmlös uppfattning av vardagslivet och han är bland annat representerad på Nationalmuseum.